# William Watson
William Watson (Londres, 3 d'abril del 1715 – 10 de maig del 1787) fou un físic i científic anglès. El gènere de plantes Watsonia de la família iridàcia reben el seu nom en honor seu.
El seu treball inicial es va centrar en la botànica ajudant a introduir les idees de Carl von Linné sobre la classificació científica a Anglaterra. Més tard, a partir del 1744, s'interessaria per l'electricitat. El 1741 va esdevenir membre de la Royal Society i 1772 va ocupar el càrrec de vicepresident d'aquesta societat. El 1745 va ser reconegut amb la Medalla Copley pels seus mèrits en la recerca científica
El 1746 va demostrar que la capacitat d'una ampolla de Leiden augmentava si es recobria l'interior i l'exterior amb una làmina de plom. El mateix any va proposar que els dos tipus d'electricitat, “vítria” i “resinosa” postulats per Charles François de Cisternay du Fay corresponien a un excés de càrrega (càrrega positiva) i a una deficiència de càrrega (càrrega negativa) d'un mateix fluid que va anomenar “èter elèctric” i que la quantitat de càrrega elèctrica es conservava. Després coneixeria que Benjamin Franklin havia desenvolupat al mateix temps la mateixa teoria de manera independent, ambdós esdevindrien aliats en matèria científica i política.

## Publicacions
- Experiments and Observations tending to illustrate the Nature and Properties of Electricity, Londres 1746; publicada també a París el 1748 amb el títol Expériences et observations pour servir à l'éxplication de la nature et de proprietés de l'électricité.
- A Sequel to the Experiments and Observations tending to illustrate the Nature and Properties of Electricity …, Londres, 1746.
- An Account of a series of experiments, instituted with a view of ascertaining the most successful method of inoculating the small-pox, Londres, 1768;
- A Case Wherein Part of the Lungs Were Coughed up. Presented to the Royal Society by William Watson, F. R. S., in: Philosophical Transactions 41 (1741), S. 623–624, disponible online en format PDF-Document de Wikimedia Commons (Primera publicació de Watson com a membre de la Royal Society). ISSN 0260-7085
- Some Remarks Occasioned by the Precedeing Paper, Addressed to the Royal Society by Mr. William Watson, Apothecary, and F. R. S., in: Philosophical Transactions 42 (1743), S. 599–601, disponible online en format PDF-Document de Wikimedia Commons (Comunicació de Watsons contra les afirmacions de Roger Pickerings sobre el descobriment de les espores dels fongs).ISSN 0260-7085
- Experiments and Observations, Tending to Illustrate the Nature and Properties of Electricity, in: Philosophical Transactions 43 (1745),, S. 481−501, disponible online en format PDF, un document de Wikimedia Commons (Comunicació de Watsons a la Royal Society sobre una sèrie d'experiment sobre electricitat del 1745). ISSN 0260-7085
- An Account of a Manuscript Treatise … Intituled, Traite du Corail … That is to Say, A Treatise upon Coral, and Several Other Productions Furnish’d by the Sea, in Order to Illustrate the Natural History Thereof, by the Sieur de Peyssonnel … Extracted and Translated from the French by Mr. William Watson, in: Philosophical Transactions 47 (1752), S. 445–469,  disponible online en format PDF, un document de Wikimedia Commons (Traducció de Watsons d'una comunicació de Jean-André Peysonnel afirmant que els coralls no eren plantes sinó animals). ISSN 0260-7085
- Observations upon the Effects of Lightning, with an Account of the Apparatus Proposed to Prevent Its Mischiefs to Buildings, More Particularly to Powder Magazines …, in: Philosophical Transactions 54 (1764), S. 201–227,  disponible online en format PDF, un document de Wikimedia Commons. (Proposta de Watsons sobre la protecció dels magatzems de pólvora contra els llamps.)ISSN 0260-7085